# Amphineurus (Nesormosia) ochroplaca
Amphineurus (Nesormosia) ochroplaca is een tweevleugelige uit de familie steltmuggen (Limoniidae). De soort komt voor in het Australaziatisch gebied.